# Taekwondo nos Jogos Pan-Americanos de 2019 - Até 58 kg masculino
A competição masculina até 58 kg do taekwondo nos Jogos Pan-Americanos de 2019 ocorreu no dia 27 de julho, no Polideportivo Villa El Salvador em Callao, Lima.

## Medalhistas
O argentino Lucas Guzmán ganhou do mexicano Brandon Plaza e conquistou a medalha de ouro. O mexicano, por sua vez, terminou com a prata. Nos embates pela medalha de ouro, o brasileiro Paulo Ricardo Melo e o norte-americano David Kim venceram Yohandri Granado e Jefferson Fernandez, respectivamente.
| Ouro   | ARG Lucas Guzmán                     |
| Prata  | MEX Brandon Plaza                    |
| Bronze | BRA Paulo Ricardo Melo USA David Kim |

## Resultados
- Fonte: Lima2019 e Final

|  | Oitavas de final        | Oitavas de final        | Oitavas de final |  |  | Quartas de final        | Quartas de final        | Quartas de final       |    |                   | Semifinais        | Semifinais        | Semifinais |  |  | Final | Final | Final |
|  |                         |                         |                  |  |  |                         |                         |                        |    |                   |                   |                   |            |  |  |       |       |       |
|  |                         |                         |                  |  |  |                         |                         |                        |    |                   |                   |                   |            |  |  |       |       |       |
|  |                         |                         |                  |  |  | MEX Brandon Plaza       | MEX Brandon Plaza       | 28                     |    |                   |                   |                   |            |  |  |       |       |       |
|  | COL Jefferson Fernandez | COL Jefferson Fernandez | 24               |  |  | COL Jefferson Fernandez | COL Jefferson Fernandez | 8                      |    |                   |                   |                   |            |  |  |       |       |       |
|  | CHI Jorge Ramos         | CHI Jorge Ramos         | 11               |  |  |                         |                         |                        |    | MEX Brandon Plaza | MEX Brandon Plaza | 39                |            |  |  |       |       |       |
|  | DOM Luisito Pie         | DOM Luisito Pie         | 5                |  |  |                         | VEN Yohandri Granado    | VEN Yohandri Granado   | 28 |                   |                   |                   |            |  |  |       |       |       |
|  | VEN Yohandri Granado    | VEN Yohandri Granado    | 9                |  |  | VEN Yohandri Granado    | VEN Yohandri Granado    | 27                     |    |                   |                   |                   |            |  |  |       |       |       |
|  | NCA Jerry Mansell       | NCA Jerry Mansell       | 8                |  |  | PER Luis Oblitas        | PER Luis Oblitas        | 7                      |    |                   |                   |                   |            |  |  |       |       |       |
|  | PER Luis Oblitas        | PER Luis Oblitas        | 19               |  |  |                         |                         |                        |    |                   | MEX Brandon Plaza | MEX Brandon Plaza | 17         |  |  |       |       |       |
|  |                         |                         |                  |  |  |                         | ARG Lucas Guzmán        | ARG Lucas Guzmán       | 19 |                   |                   |                   |            |  |  |       |       |       |
|  |                         |                         |                  |  |  | ARG Lucas Guzmán (GDP)  | ARG Lucas Guzmán (GDP)  | 2                      |    |                   |                   |                   |            |  |  |       |       |       |
|  | CAN José Díaz           | CAN José Díaz           | 9                |  |  | USA David Kim           | USA David Kim           | 0                      |    |                   |                   |                   |            |  |  |       |       |       |
|  | USA David Kim           | USA David Kim           | 29               |  |  |                         |                         |                        |    | ARG Lucas Guzmán  | ARG Lucas Guzmán  | 7                 |            |  |  |       |       |       |
|  | CRC Heiner Oviedo       | CRC Heiner Oviedo       | 23               |  |  |                         | BRA Paulo Ricardo Melo  | BRA Paulo Ricardo Melo | 6  |                   |                   |                   |            |  |  |       |       |       |
|  | ECU Adrián Miranda      | ECU Adrián Miranda      | 22               |  |  | BRA Paulo Ricardo Melo  | BRA Paulo Ricardo Melo  | 30                     |    |                   |                   |                   |            |  |  |       |       |       |
|  |                         |                         |                  |  |  | CRC Heiner Oviedo       | CRC Heiner Oviedo       | 10                     |    |                   |                   |                   |            |  |  |       |       |       |
|  |                         |                         |                  |  |  |                         |                         |                        |    |                   |                   |                   |            |  |  |       |       |       |

### Repescagem
|  | Semifinais | Semifinais | Semifinais |  | Disputa pelo bronze          | Disputa pelo bronze          | Disputa pelo bronze |  |  |  |  |
|  |            |            |            |  |                              |                              |                     |  |  |  |  |
|  |            |            |            |  | VEN Yohandri Granado         | VEN Yohandri Granado         | 0                   |  |  |  |  |
|  |            |            |            |  | USA David Kim (GDP)          | USA David Kim (GDP)          | 2                   |  |  |  |  |
|  |            |            |            |  |                              |                              |                     |  |  |  |  |
|  |            |            |            |  | COL Jefferson Fernandez      | COL Jefferson Fernandez      | 0                   |  |  |  |  |
|  |            |            |            |  | BRA Paulo Ricardo Melo (GDP) | BRA Paulo Ricardo Melo (GDP) | 2                   |  |  |  |  |